# Barthélemy Guidoni
Barthélemy Guidoni est un footballeur français né le 16 avril 1932 à Martigues (Bouches-du-Rhône). Il a joué comme inter à l'Olympique de Marseille et au FC Grenoble.

## Carrière de joueur
- 1951-1952 : SC Draguignan
- 1952-1953 : RCFC Besançon
- 1953-1955 : Olympique de Marseille
- 1955-1957 : FC Grenoble
- 1956-1957 : SCO Angers
- 1957-1958 : AS Aix-en-Provence